# Hydrillodes gravatalis
Hydrillodes gravatalis là một loài bướm đêm trong họ Erebidae. It is found in the Indian subregion, Sri Lanka and Sundaland.

## Gallery

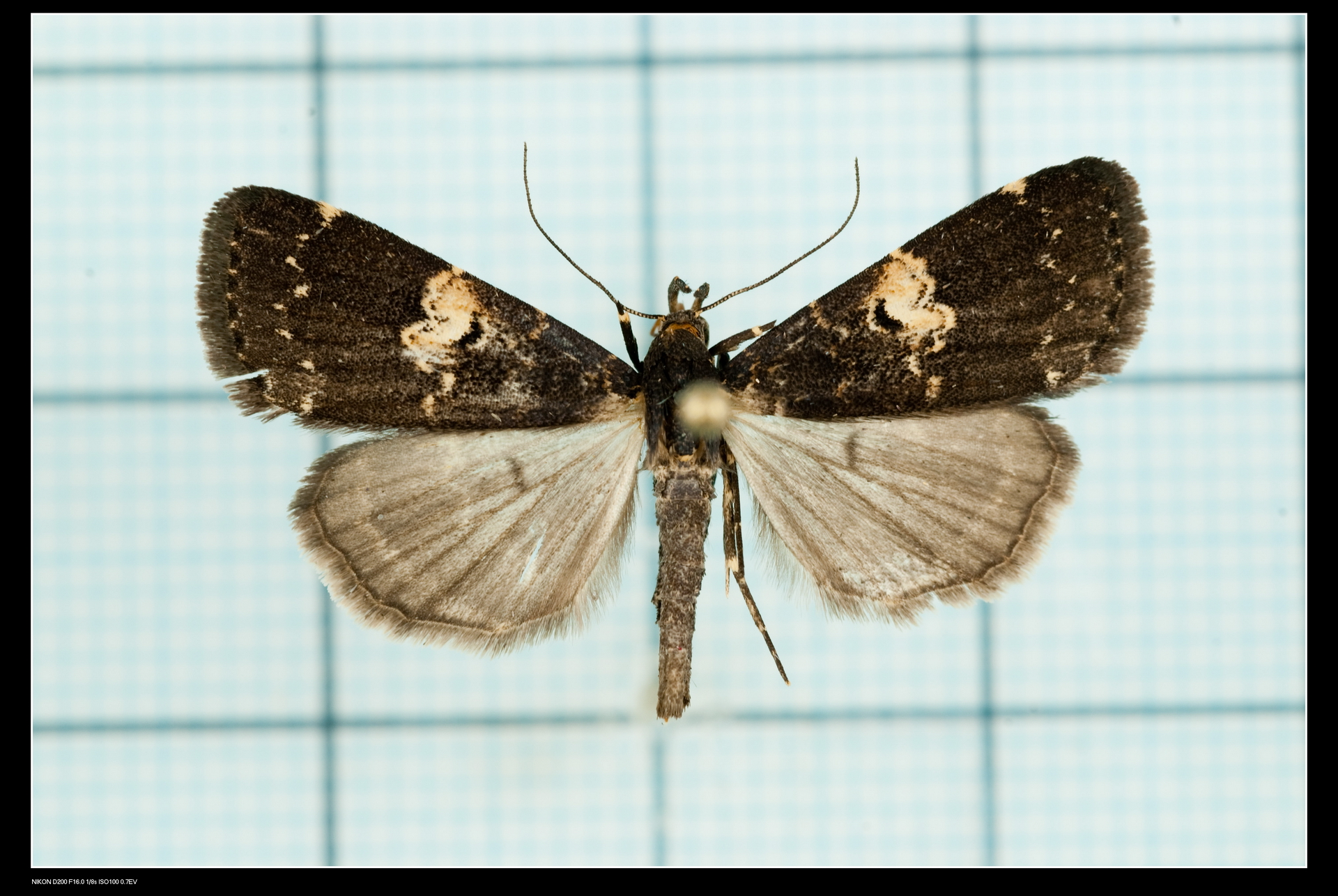
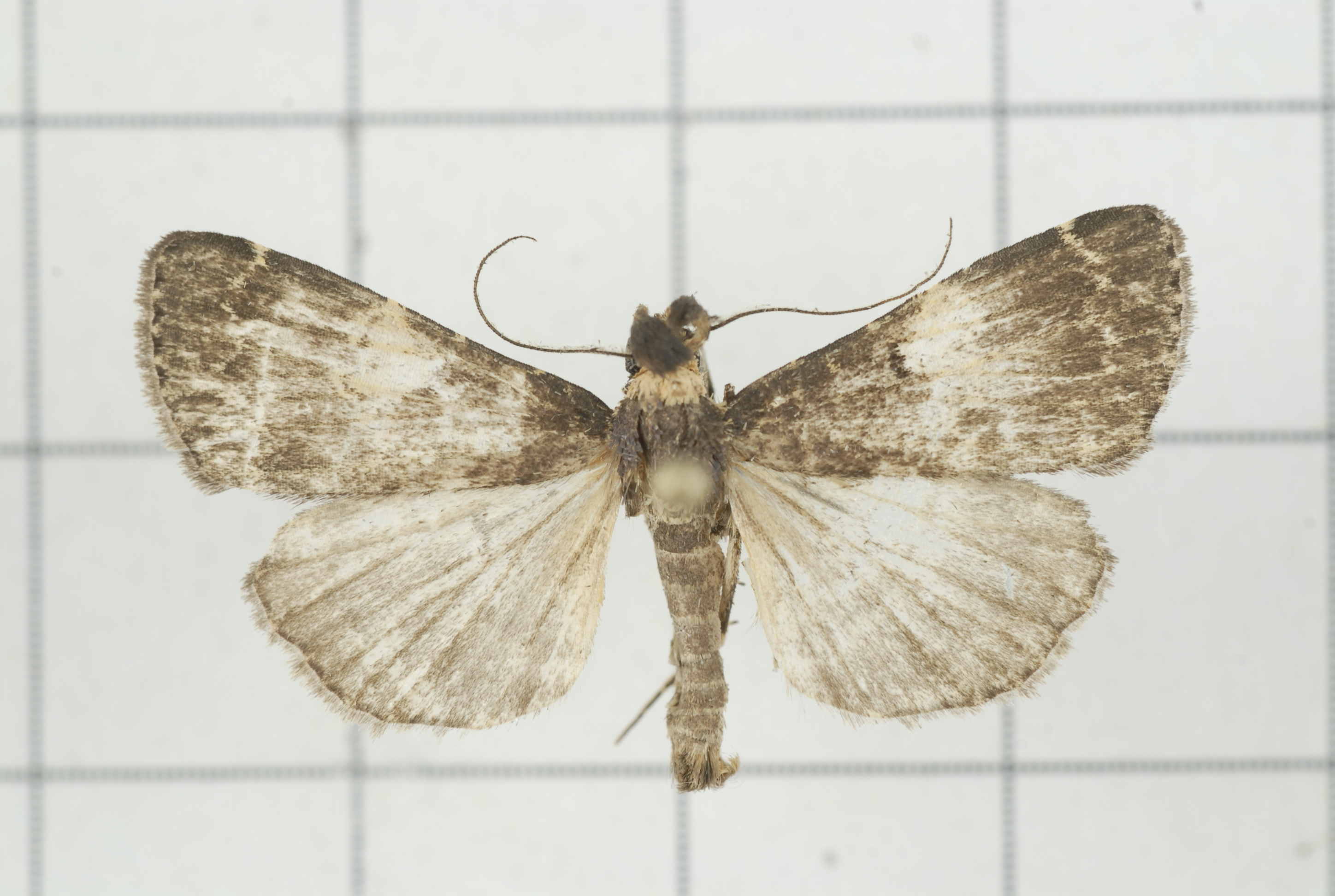
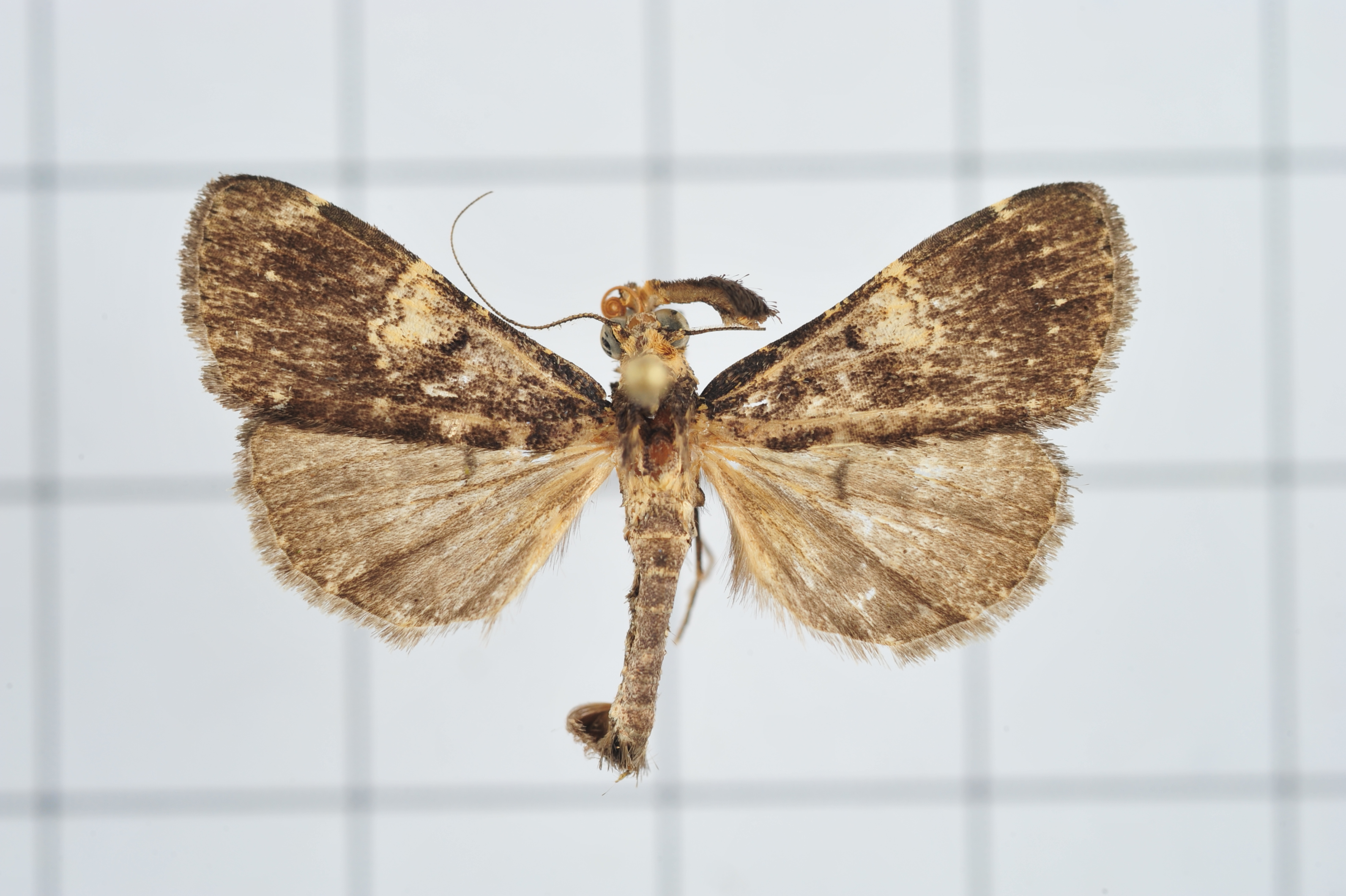
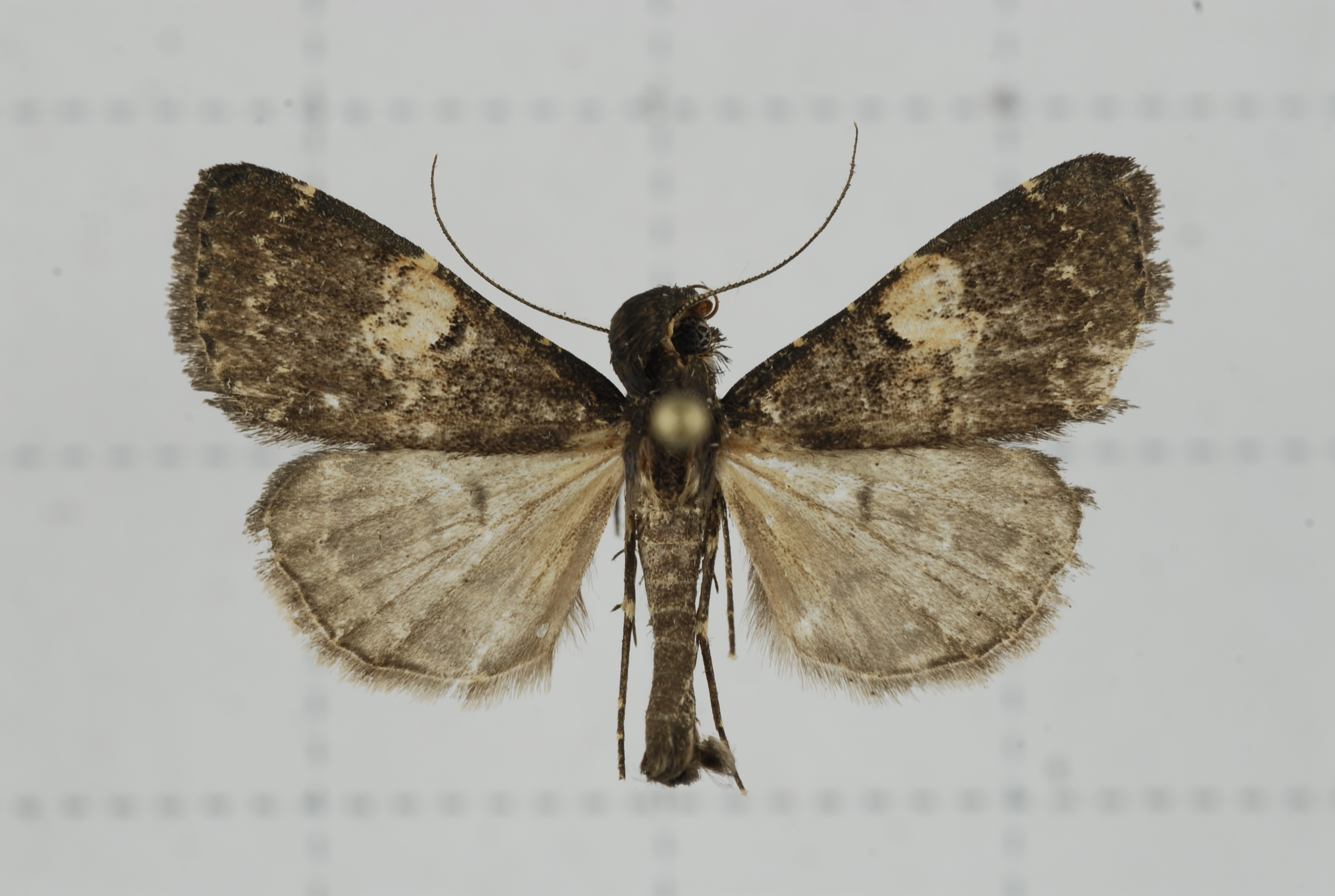